# Benny Poulsen

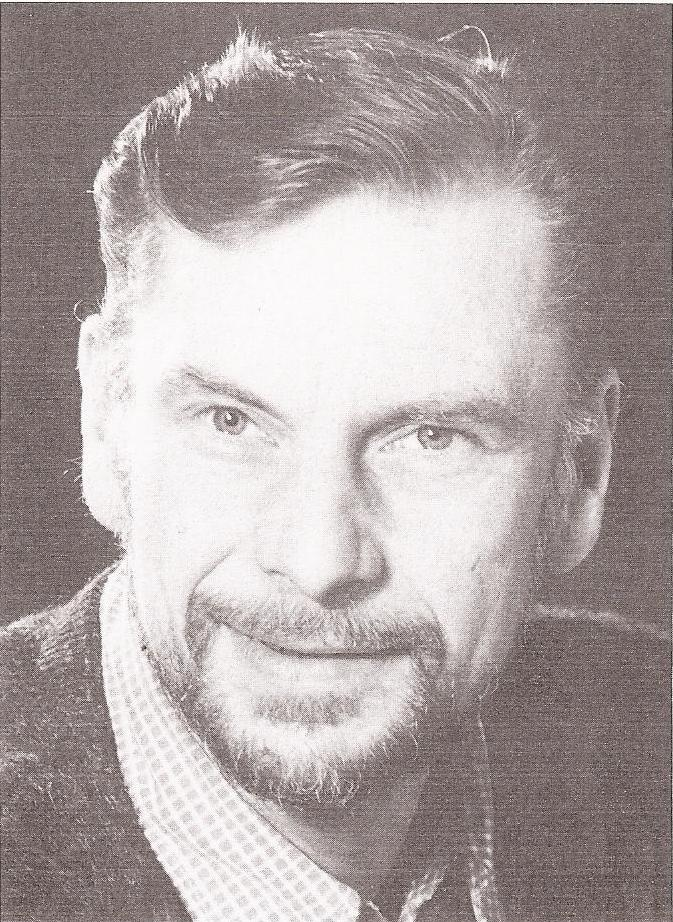
Benny Poulsen um 1988

Benny Poulsen (* 11. August 1942 in Kopenhagen; † 21. Juli 2004 in Dänemark) war ein dänischer Schauspieler.

## Biografie
Poulsen trat schon als siebenjähriges Kind bis zum Alter von 23 Jahren im Ballett am Det Kongelige Teater in Kopenhagen auf. 1970 begann er eine Schauspielerausbildung am Odense Teater. Anschließend hatte er viele Auftritte und mehrere Rollen am Odense Teater, Det Danske Teater, Aarhus Teater und am Det Kongelige Teater. Am Theater hatte er Hauptrollen unter anderen in den Stücken: Nøddebo Præstegaard, Cyrano de Bergerac, En idealist, Egelykke und Fruentimmerskolen. Poulsen lehrte auch einige Jahre an Schauspielerschulen des Odense Teater, der Statens Teaterskole sowie am Den Kongelige Ballet und an der Operaakademiet.
Des Weiteren war er als Filmschauspieler bei mehreren dänischen Filmen und Fernsehproduktionen beteiligt. In der Fernsehserie Kaj Munk spielte er die Hauptrolle des Kaj Munks und weitere wichtige Rollen hatte er in den Serien Een stor familie und in Bryggeren. Darüber hinaus spielte Poulsen auch in Lars von Triers Filmen Europa und in Geister I mit.

## Privates
1972 wurde sein Sohn Frederik geboren, den er mit der Schauspielerin Charlotte Neergaard zusammen hatte. Seit 1996 war Poulsen mit der Schauspielerin und Kollegin Grethe Holmer verheiratet.
Nach seinem Tod wurde er auf dem Gilleleje Kirkegård (Gilleleje-Friedhof) in Nordseeland (Nordsjælland), in dem Fischerdorf Gilleleje beigesetzt.

## Filmografie (Auswahl)
- 1978: Winterkinder (Vinterbørn)
- 1981: Historien om Kim Skov
- 1983: Een stor familie (Fernsehserie)
- 1983: Rejseholdet
- 1986: Barndommens gade
- 1986: Kaj Munk
- 1987: Hip Hip Hurra
- 1990: Springflut (Springflod)
- 1990: Casanova
- 1991: Europa
- 1995: Hunde von Riga (Hundarna i Riga)
- 1995: Geister I (Riget I)
- 1996: Landsbyen
- 1997: Bryggeren (Fernsehserie)
- 2000: Sparekassen
- 2000: Fruen på Hamre